# Maria Piantanida
Maria Piantanida (Busto Arsizio, 28 gennaio 1905 – Busto Arsizio, 10 settembre 1990) è stata un'allenatrice di ginnastica artistica, cestista e atleta italiana multidisciplinare.

## Biografia

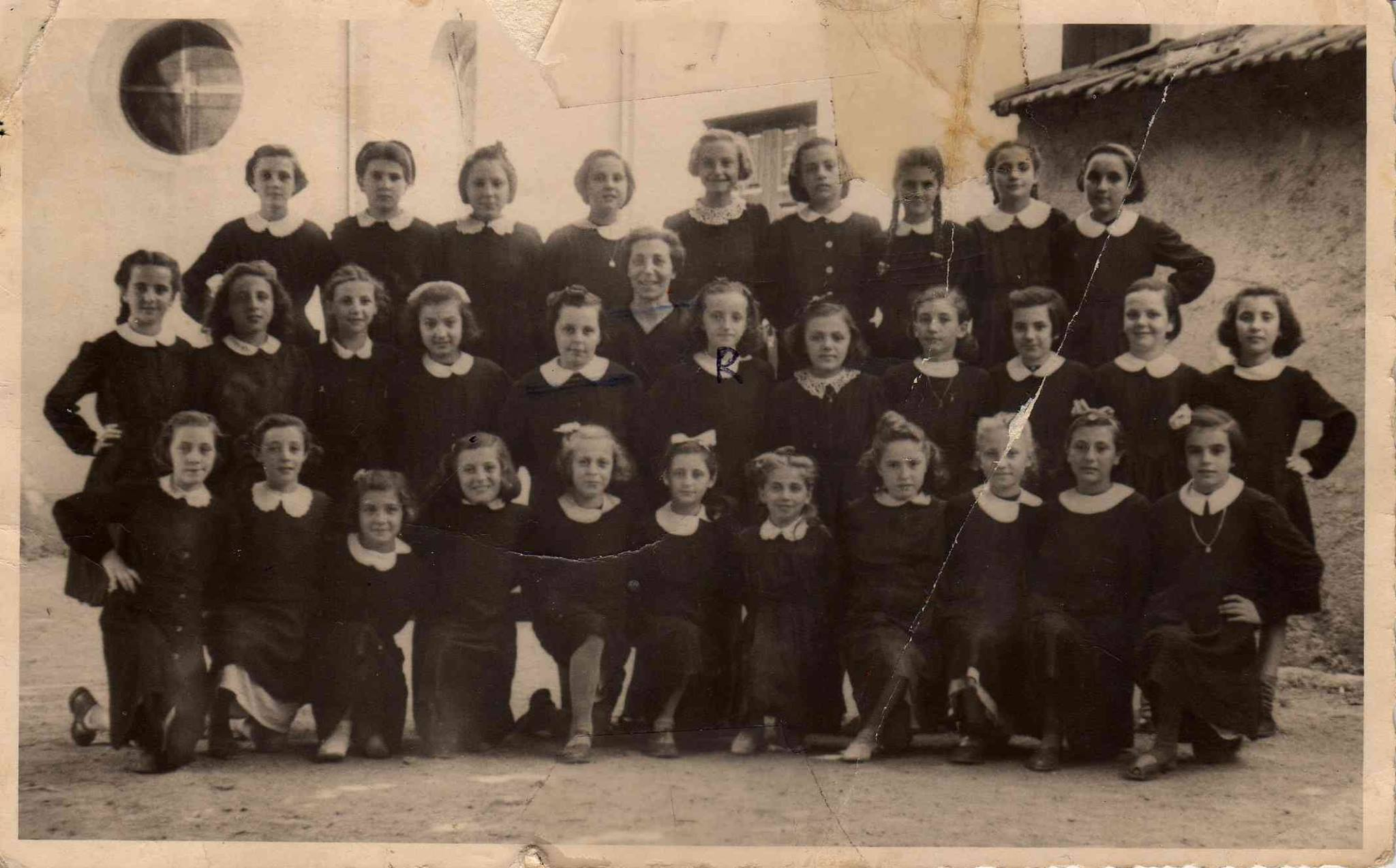
Maria Piantanida (al centro) con una classe di Busto Arsizio nell'anno scolastico 1949/1950

Di professione maestra elementare dal 1922 e insegnante di educazione fisica, fu nove volte campionessa italiana, tra il 1923 e il 1924, in sette differenti specialità dell'atletica leggera. Partecipò alla prima edizione dei campionati italiani assoluti di atletica leggera aperti alla partecipazione di atlete donne.
Fu una pioniera della pallacanestro (all'epoca "palla al cesto") femminile in Italia, quando questo sport era riservato quasi esclusivamente agli uomini in quanto poco femminile. Vinse quattro campionati italiani organizzati dalla FIAF tra il 1925 e il 1928, sempre con la maglia della Pro Patria, e arrivò anche a disputare una gara con una selezione italiana che il 29 luglio 1928 affrontò la squadra di Edmonton.
Dal 1931 al 1956 diresse e allenò le squadre di ginnastica femminile della Società Ginnastica Pro Patria et Libertate di Busto Arsizio. Partecipò ai Giochi olimpici di Berlino 1936 in qualità di capitana della squadra italiana femminile di ginnastica, che comprendeva anche quattro ginnaste della Pro Patria: Annamaria e Vittoria Avanzini, Clara Bimbocci e Giannina Guaita.
A Maria Piantanida è intitolato il palazzetto dello sport di Busto Arsizio, inaugurato nel 1997.

## Record nazionali
- 80 metri piani: 
  - 10"4/5 (Bergamo, 16 ottobre 1921)
- 83 metri ostacoli: 
  - 15"0 (Milano, 6 maggio 1923)
  - 14"4/5 (Milano, 26 agosto 1923)
- Salto in lungo:
  - 4,51 m (Milano, 11 marzo 1923)
  - 4,56 m (Milano, 6 maggio 1923)
- Getto del peso:
  - 8,49 m (Milano, 6 maggio 1923)[5]
  - 8,92 m (Milano, 12 agosto 1923)[5]
- Staffetta 4×75 metri:
  - 44"1/5 (Busto Arsizio, 25 settembre 1921)[6]
  - 42"4/5 (Bergamo, 16 ottobre 1921)[6]
  - 42"0 (Busto Arsizio, 2 luglio 1922)[6]
  - 40"4/5 (Milano, 6 maggio 1923)[6]
  - 40"3/5 (Milano, 26 maggio 1923)[6]
- Staffetta 4×100:
  - 57"0 (Busto Arsizio, 11 ottobre 1923)[6]

## Campionati nazionali

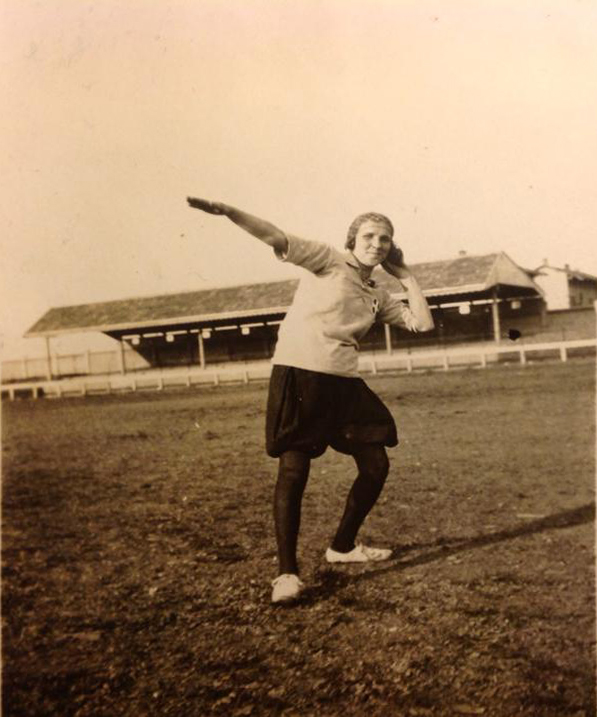
Maria Piantanida mentre pratica il getto del peso

- 1 volta campionessa italiana assoluta negli 80 metri piani (1923)
- 1 volta campionessa italiana assoluta negli 83 metri ostacoli (1923)
- 1 volta campionessa italiana assoluta nella staffetta 4×75 metri (1923)
- 2 volte campionessa italiana assoluta nel salto in lungo (1923 e 1924)
- 1 volta campionessa italiana assoluta nel getto del peso a due mani (1924)
- 1 volta campionessa italiana assoluta nel lancio del disco (1924)
- 2 volte campionessa italiana assoluta nel lancio del giavellotto a due mani (1923 e 1924)

1923
- Oro ai campionati italiani assoluti, 80 m piani - 11"2
- Oro ai campionati italiani assoluti, 83 m hs - 15"0
- Oro ai campionati italiani assoluti, staffetta 4×75 m - 40"8 (con Lina Banzi, Giuseppina Ferrè e Sidonia Radice)
- Oro ai campionati italiani assoluti, salto in lungo - 4,56 m
- Argento ai campionati italiani assoluti, getto del peso a due mani[7]
- Oro ai campionati italiani assoluti, lancio del giavellotto a due mani - 33,18 m

1924
- Oro ai campionati italiani assoluti, salto in lungo - 4,63 m
- Oro ai campionati italiani assoluti, getto del peso a due mani - 15,15 m
- Oro ai campionati italiani assoluti, lancio del disco - 25,81 m
- Oro ai campionati italiani assoluti, lancio del giavellotto a due mani - 35,71 m